# Liste der Naturdenkmale in Biesdorf (Eifel)
Die Liste der Naturdenkmale in Biesdorf nennt die im Gemeindegebiet von Biesdorf ausgewiesenen Naturdenkmale (Stand 4. April 2024).

## Naturdenkmale
| Nr.         | Bezeichnung           | Lage                                          | Beschreibung                                        | Bild                                    |
| ----------- | --------------------- | --------------------------------------------- | --------------------------------------------------- | --------------------------------------- |
| ND-7232-487 | Wasserfall an der L 1 | südlich des Ortes; Abteilung In der Hell Lage | Wasserfall des Lapigtbachs; teilweise zu Wallendorf | Direkt Bild zu diesem Denkmal hochladen |